# 尼爾吉里
尼尔基里喜马拉雅山是由尼泊尔安纳普尔纳中的三座山峰组成的山脉。他們分別是北尼尔吉里（7061米）、中尼尔吉里（6940米）和南尼尔吉里（6839米）。
1962年10月，荷兰喜马拉雅探险队首次登顶北尼尔吉里；领队是法国登山家莱昂内尔·特雷。日本登山者分别于1978年和1979年首次登頂南尼尔吉里和中尼尔吉里。